# Rhododendron barbatum
Rhododendron barbatum là một loài thực vật có hoa trong họ Thạch nam. Loài này được Wall. ex G. Don miêu tả khoa học đầu tiên năm 1834.